# Pooh Richardson
Pour les articles homonymes, voir Richardson.
Jerome « Pooh » Richardson, né le 14 mai 1966 à Philadelphie en Pennsylvanie, est un joueur américain de basket-ball de NBA.
Son surnom provient de sa grand-mère, qui trouvait qu'il ressemblait à Winnie l'ourson.
Meneur de jeu d'1,85 m issu de UCLA, il est sélectionné par les Minnesota Timberwolves au 10e rang de la draft 1989. Il fut leur premier choix de draft de l'histoire, disputant trois saisons avec eux jusqu'en 1992, lorsqu'il est transféré avec Sam Mitchell aux Indiana Pacers en échange de Chuck Person et Micheal Williams. En 1994, les Pacers le transfèrent aux Los Angeles Clippers avec Malik Sealy et Eric Piatkowski contre Mark Jackson et les droits de draft de Greg Minor. Il met un terme à sa carrière à l'issue de la saison 1998-1999.